# In plurimis
In plurimis... (en français: Parmi les nombreuses...) est une lettre encyclique du pape Léon XIII publiée le 5 mai 1888 et adressée à l'épiscopat du Brésil. L'occasion en est le débat qui anime la société brésilienne et qui aboutira à la 'Loi d'or' (13 mai 1888) qui abolira l'esclavage dans le pays. 
Léon XIII rappelle l'opposition du christianisme à l'esclavage. Il développe le thème de la traite des Noirs en opposition avec la dignité de tout baptisé. 
Il s'y montre aussi préoccupé de la situation en Égypte, au Soudan et à Zanzibar, où ce fléau de l'esclavage n'a pas disparu.
Ce thème sera repris dans son encyclique Catholicae Ecclesiae en 1890, traitant des missions.